# Igreja da Misericórdia de Castro Marim
A Igreja da Misericórdia de Castro Marim, igualmente conhecida como Ermida de São Sebastião ou Capela de São Sebastião, é um edifício religioso, que serve a localidade de Castro Marim, no Distrito de Faro, em Portugal.

## Descrição e história
A primitiva Capela de São Sebastião, situada no interior de um forte com o mesmo nome, foi destruída nas obras de construção de um novo baluarte. Assim, foi edificado um novo templo por ordem de D. João IV, tendo-se tornado a sede da Misericórdia em 1838. O seu exterior, de aparência modesta, contrasta com o interior, bastante ornamentado. Destaca-se o retábulo do altar-mor, com sete painéis em tábua do Século XVII, e várias imagens do Século XVIII.